# Maradj éhen!
A Maradj éhen! (eredeti cím: Stay Hungry) 1976-ban bemutatott amerikai filmvígjáték-dráma, melyet Charles Gaines forgatókönyvéből Bob Rafelson rendezett. A film alapjául az 1972-es Stay Hungry című regény szolgált. A főbb szerepekben Jeff Bridges, Sally Field és Arnold Schwarzenegger látható.
Az Amerikai Egyesült Államokban 1976. április 23-án mutatták be a mozikban. Schwarzenegger elnyerte a legjobb elsőfilmesnek járó Golden Globe-díjat, de nem ez volt az első igazi debütáló szerepe. Korábban Arnold Strong néven Herkulest játszotta a Herkules New Yorkban (1970) című vígjátékban, egy gengszter csatlósát Robert Altman A hosszú búcsú (1973) című bűnügyi drámájában és egy masszőrt az 1974-es Happy Anniversary and Goodbye című tévéfilmben.

## Cselekmény
Egy úgynevezett "különleges ügynök" behatol az edzőterembe, amely egy piszkos üzleti csalás célpontja.

## Szereplők
| Színész               | Szerep               | Magyar hang        | Magyar hang        |
| Színész               | Szerep               | 1. szinkron (2001) | 2. szinkron (2006) |
| --------------------- | -------------------- | ------------------ | ------------------ |
| Jeff Bridges          | Craig Blake          | Selmeczi Roland    | Tarján Péter       |
| Sally Field           | Mary Tate Farnsworth | Urbán Andrea       | Molnár Ilona       |
| Arnold Schwarzenegger | Joe Santo            | Bognár Tamás       | Haagen Imre        |
| R. G. Armstrong       | Thor Erickson        | Uri István         | Bolla Róbert       |
| Robert Englund        | Franklin             | Kapácsy Miklós     | Markovics Tamás    |
| Helena Kallianiotes   | Anita                | Kerekes Andrea     | N/A                |
| Roger E. Mosley       | Newton               | Seder Gábor        | N/A                |
| Woodrow Parfrey       | Albert bácsi         | Vizy György        | Garai Róbert       |
| Scatman Crothers      | William              | Garai Róbert       | N/A                |
| Kathleen Miller       | Dorothy Stephens     | F. Nagy Erika      | N/A                |
| Joanna Cassidy        | Zoe                  | Oláh Orsolya       | N/A                |
| Fannie Flagg          | Amy                  | Koffler Gizella    | N/A                |
| Franco Columbu        | Franco Orsini        | N/A                | N/A                |

## Fordítás
- Ez a szócikk részben vagy egészben  a   Stay Hungry című angol Wikipédia-szócikk fordításán alapul.  Az eredeti cikk szerkesztőit annak laptörténete sorolja fel. Ez a jelzés csupán a megfogalmazás eredetét és a szerzői jogokat jelzi, nem szolgál a cikkben szereplő információk forrásmegjelöléseként.